# لطيفة الفهد السالم الصباح
لطيفة الفهد السالم الصباح (1937 )؛ رئيسة لجنة شئون المرأة التابعة لمجلس الوزراء في الكويت، هي زوجة أمير الكويت الرابع عشر الشيخ سعد العبدالله السالم الصباح، وهي ابنه الشيخ فهد السالم الصباح.

## عن حياتها
- تلقت تعليمها في «المدرسة الشرقية للبنات»، ثم أكملت تعليمها بدراسة التاريخ الإسلامي والأدب العربي واللغة الإنجليزية.
- أسست جمعية الرعاية الإسلامية، وتتولى حاليًا رئاستها الفخرية.
- خلال فترة الغزو العراقي للكويت قامت بتوحيد اللجان النسائية التي تشكلت في الخارج لمساعدة الأسر الكويتية في الخارج.
- أسست «الجمعية التطوعية الكويتية النسائية لخدمة المجتمع» بعد التحرير الكويت، وتتولى رئاستها وما زالت.
- تترأس الاتحاد الكويتي للجمعيات النسائية.
- لها دور كبير في رعاية وتشجيع النشاطات الاجتماعية، حيث إنها ترعى طلبة المدارس، كما أنها تقوم برعاية ذوي الاحتياجات الخاصة وأيضًا القاطنين في دور الرعاية الاجتماعية مثل المسنين والأيتام، وكذلك المتفوقين في دور القرآن الكريم.
- ساهمت بكثير من البحوث الخاصة بتجربة دور القرآن الكريم والإسلام والتنمية البشرية والطب الإسلامي.
- بعام 1977 أسست مركز القرآن الكريم للنساء، وذلك لتدريس العلوم الفقهية وتحفيظ القرآن.
- تتولى برعايتها الكثير من النشاطات الخيرية الهادفة إلى مساعدة الأسر المحتاجة في الكويت، وذلك من خلال الأسواق الخيرية التي تقيمها الجمعية التطوعية النسائية لخدمة المجتمع، وأيضًا من خلال أنشطة الاتحاد الكويتي للجمعيات النسائية في المناسبات المختلفة.
- ترأست الكثير من المؤتمرات على المستوى المحلي والإقليمي:
- ترأست وفد دولة الكويت لمؤتمر البرلمانيات العربي/ الأفريقي والذي أقيم في القاهرة عام 1974 وذلك بدعوة من جيهان السادات زوجة الرئيس المصري محمد أنور السادات.
- ترأست وفد الكويت إلى مؤتمر قمة المرأة العربية للسيدات الأول في القاهرة بدعوة من سوزان مبارك زوجة الرئيس محمد حسني مبارك.
- بتاريخ 30 يونيو 2002 أصدر مجلس الوزراء قرار بتعيينها رئيسة لجنة شئون المرأة التابعة لمجلس الوزراء، وما زالت تترأس اللجنة.

## الأسرة
متزوجة من الشيخ سعد العبد الله السالم الصباح، ولديهما:
- الشيخة مريم (ولدت: 1949 - توفيت 1994)
- الشيخة حصة (ولدت: 1950 - )؛ (رئيسة مجلس سيدات الأعمال العرب)
- الشيخة جمايل (ولدت: 1952 - )
- الشيخة شيخة (1954-2003)
- الشيخة فادية (ولدت: 1959 - )
- الشيخ فهد (ولد: 1960 - )